# Katedrala u Puebli
Katedrala u Puebli je rimokatolička katedrala u gradu Puebli u Meksiku. To je katedrala iz kolonijalnoga razdoblja, te je sjedište rimokatoličke nadbiskupije Puebla de Los Angeles. Katedrala je posvećena Bezgrešnom začeću.

## Povijest
Dana, 24. siječnja 1557. namjesnik Martín Enríquez (1562. – 1580.) započeo je pripreme oko gradnje katedrale. Izgradnja je počela u studenom 1575., pod vodstvom arhitekata Francisca Becerre i Juana de Cigoronda. Gradnja je prekinuta 1626., a 1634. Juan Gómez de Trasmonte mijenja nacrte i izgradnja počinje opet 1640., kada je biskup Juan de Palafox naredio kralju Filipu III. dovršetak katedrale. Osam godina kasnije, 18. travnja 1649., katedrala je posvećena Djevici Mariji.
Nije u potpunosti dovršena do 1690. Prednje pročelje izgrađeno je iz crnog vapnenca, s dva tornja, najviša u Meksiku, koje nemaju zvona. Prema legendi, podzemna rijeka prolazi ispod tog tornja, a da su zvona smještena u njemu, toranj bi doživio kolaps.
Unutrašnjost katedrale sadrži mnoga umjetnička djela, koja se nalaze u 14 bočnih kapela i oltara. Glavni oltar naziva se "Glavni oltar", ili "Oltar kraljeva", kojega je dizajnirao Manuel Tolsa i sagrađen je između 1797. i 1818. Neki biskupi Pueble pokopani su ispod njega. 

## Vanjske poveznice
|  | Zajednički poslužitelj ima još gradiva o temi Katedrala u Puebli |